# T-60
Le T-60 est un char léger soviétique de la Seconde Guerre mondiale.

## Développement
Ayant reçu l'ordre de produire le T-50 et son moteur V4 en mai 1941, les responsables de l'usine n°37 de Moscou se trouvaient dans l'impossibilité de lancer cette production trop pointue pour leurs outils de production. Au mois d'août, le chef ingénieur N.A. Astrov lança un projet de remplacement le « 060 », qu'il conçut en une quinzaine de jours en se basant sur le châssis éprouvé du T40. Une nouvelle caisse mieux blindée et moins volumineuse du fait de la disparition de toute caractéristique amphibie fut dessinée par l'ingénieur A.V. Bogachev. Une nouvelle tourelle octogonale faite de plaques de 25 mm d'épaisseur fut conçue par U.P. Udovich.
Staline, prévenu par courrier, envoya dès le lendemain Viatcheslav Malyshev pour examiner le nouveau véhicule : celui-ci exigea qu'on monte un canon de 20 mm ShVAK d'aviation en lieu et place de la mitrailleuse DShK, et le soir même le modèle était accepté pour le service sous sa désignation de T60 et une production de 10 000 exemplaires était ordonnée. La production démarra aussitôt et l'usine n°37 réussit à en produire 245 entre le 15 septembre, où sortit le premier exemplaire de série, et le 9 octobre, jour où son évacuation vers Sverdlovsk fut ordonnée. En octobre 1941, devant la pénurie de moteurs, V. Malyshev ordonna le montage de tout moteur disponible.
En février 1942, le bureau de la nouvelle usine développa une version remotorisée, le « 060 » ou T60-1, avec un moteur ZIS-60 de 95 cv, qui fut poussé par la suite à 110cv. Par contre, les essais d'augmentation de l'armement, à savoir le montage d'un canon VYa de calibre 23 mm puis le ZIS19 de calibre 37 mm et enfin le ZIS19BM de 45 mm, ne purent aboutir du fait de la faiblesse de la tourelle, puis de la mise en service du T-70 au milieu de l'année 1942.
Le T-60 avait de nombreux défauts et n'était pas très apprécié par ses équipages en grande partie à cause de son très faible blindage et de son canon pas assez puissant. Les surnoms du T-60 avaient souvent des connotations négatives, par exemple "Bratskaya Mogila" (russe братская могила, fosse commune pour deux camarades ou charnier). Mais il y avait également certains avantages en particulier sa faible masse de seulement 6 t ce qui lui permettait de se déplacer aisément sur tous les types de terrain. De plus le tank était assez rapide et sa silhouette assez réduite, il pouvait donc se déplacer facilement et les ennemis avait plus de mal à atteindre leurs cibles.

## Historique
Engagés, dès septembre 1941, dans la région de Poltava, les T-60 eurent un rôle prépondérant pendant la bataille de Moscou de l'hiver 1941–1942, où ils furent engagés en grand nombre. 
Ce char joua aussi un rôle essentiel dans la bataille de Léningrad, car il était, grâce à sa petite taille et à sa masse relativement faible, le seul qui pouvait être livré aux troupes de la ville assiégée. Ainsi, au printemps 1942, soixante furent envoyés dans la ville, camouflés dans des barges de charbon qui traversaient le lac Ladoga. La Luftwaffe, qui avait à cette époque la supériorité aérienne au-dessus de la région, prêtait moins attention à ce genre de navires qu’aux transports de troupes et d’armement. Le 12 janvier 1943, lors de l'opération Iskra, les T-60 formèrent l'avant-garde de la 61e brigade blindée qui, à la tête de la 67e armée, brisa l'encerclement de la cité à travers la Neva gelée. Là encore, la faible masse du char s’avéra être un grand avantage en permettant aux Russes de passer directement sur les eaux gelées, sans préparation.
Au printemps 1942, le T-60 participa également en nombre à l'offensive de Kharkov, puis à la défense de Sébastopol et de Stalingrad.
Le T-60 devint obsolète dans les combats de chars à partir de la fin 1942, remplacé par des chars moyens et lourds (principalement T-34 et KV-1) plus à même d’affronter les nouveaux types de chars allemands, mieux armés et protégés, comme le Panzer IV ou bientôt le Panther. Le T-60 fut ainsi relégué à des missions de soutien d'infanterie et de formations blindées, mais également à des missions dans l'arrière du front (escorte de convois…) ou d'entraînement. Certains T-60 furent transformés en tracteurs d'artillerie après retrait de leur tourelle.
Le T-60 fut retiré du service juste après la fin de la guerre. En 2023, il reste moins d'une dizaine d’exemplaires rénovés. La plupart sont exposés dans des musées en Russie, mais un autre se trouve aussi dans un musée finlandais, et une entreprise russe a également remis un char en état de marche.

## Variantes
- T60-1 variante à moteur ZIS-60 ;
- T60-2 variante avec tourelle de T45 et canon ZIS19BM de 45 mm ;
- SU-76 prototype d'automoteur de 76 mm, refusé aux essais en mai 1942  ;
- BM8-24 lance-roquettes multiple sur châssis de T-40 et T-60 mis en service en octobre 1941 ;
- le char planeur KT conçu par Antonov qui vola une fois ;
- OSA-76 prototype d'automoteur léger, 3,5 tonnes, blindé à 6 mm, moteur GAZ-MM, équipage de 3 hommes et canon ZIS-3Sh de 76,2 mm ;
- OSA-57 même châssis, canon antichar ZIS-2 de 57 mm ;
- OSA-23 idem, canon antiaérien de 23 mm ;
- OSA-12 idem, mitrailleuse antiaérienne de 12,7 mm ;
- TACAM T-60, chasseur de chars roumain, avec un canon F-22 de 76,2 mm.

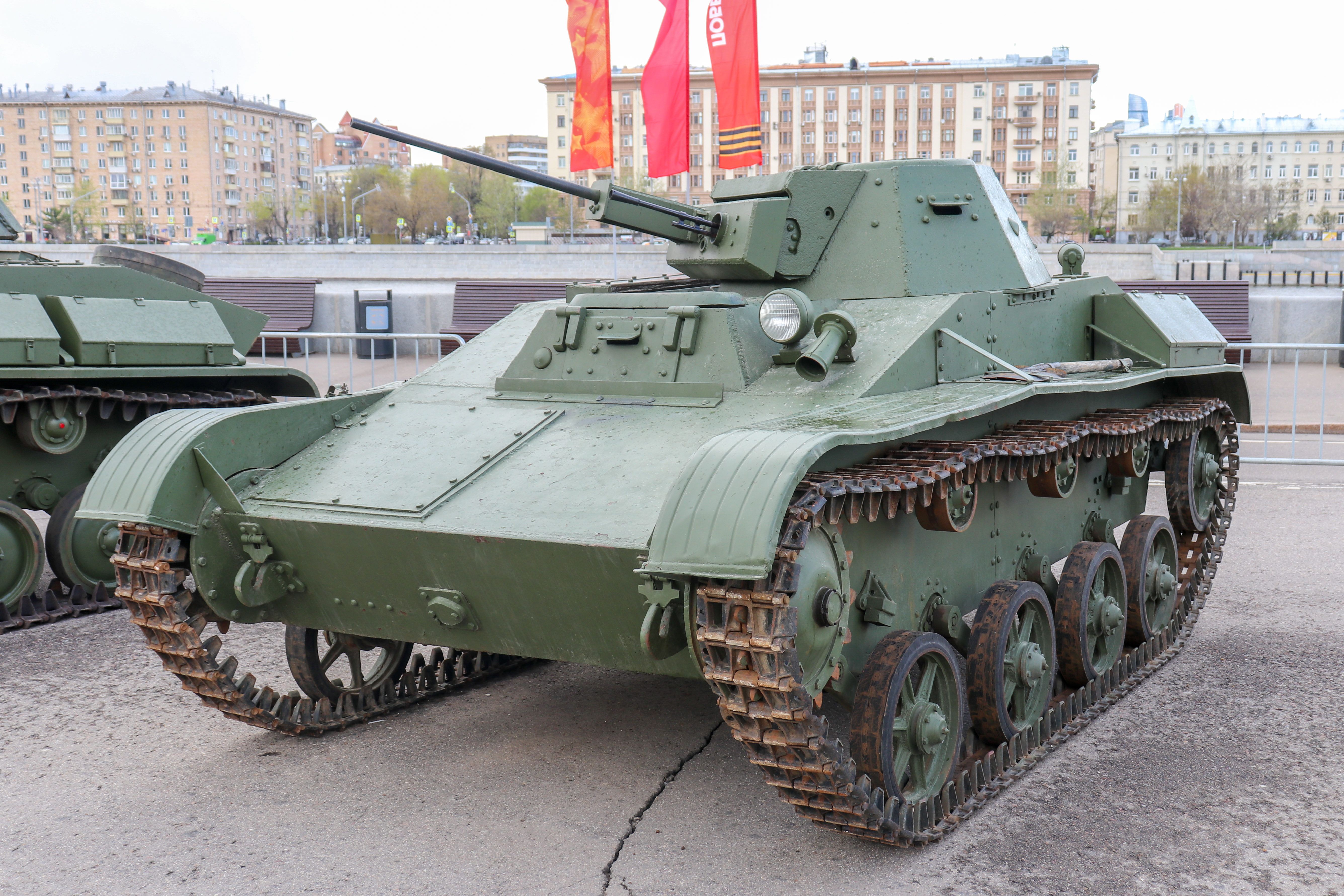
Char T-60 rénové en mai 2022

## Caractéristiques techniques
Générales :
- Masse : 6,4 tonnes ;
- Longeur : 4.1 mètres :
- Largeur : 2,3 mètres ;
- Hauteur : 1,8 mètre ;
- Garde au sol : 0,3 mètre ;
- Pression au sol : 0,78 kg/cm2 ;
- Puissance massique : 13,3 ch/t
- Vitesse : 45 km/h
- Rayon d'action : 600 m (route) et 300 m (hors-route) ;
- Pente : 29° ;
- Obstacle vertical : 0,6 m ;
- Coupure franche : 1,7 m ;
- Gué : 0,9 m.

Armement Canon TNSh-20 :
- Calibre : 20 mm ;
- Munitions embarquées : 780 ;
- Munitions embarquées : Tourelle ;
- Débattement vertical : de −10° à +40° ;
- Débattement horizontal : de 360°.

Armement Mitrailleuse DT :
- Calibre : 7,62 mm ;
- Munitions embarquées : 945 ;
- Munitions embarquées : Coaxiale ;
- Débattement vertical : de −10° à +40° ;
- Débattement horizontal : de 360°.

Propulsion GAZ-203 :
- Type : L6 essence ;
- Puissance : 85 à 3600 tours par minute ;
- Rapports de boîte : 4 avant et 1 arrière ;
- Réservoir : 320 lites ;
- Consommation : 55 litres pour 100 kilomètres (route).